# Гейл, Джон
Джон Гейл (англ. John Gale, 17 апреля 1831 — 15 июля 1929) — основатель Queanbeyan Age — первой газеты в округе Куинбиан (Новый Южный Уэльс, Австралия), которая в настоящее время является важным источником информации о жизни Куинбиана и Канберры в XIX веке. Однако, в настоящее время Гейл известен своими усилиями в продвижении Куинбиана и Канберры в качестве будущей столицы Австралии.
После того, как Канберра была выбрана столицей Австралии в 1911 году, Гейла стали называть «Отцом Канберры».

## Признание
Перед первым земельным аукционом в Канберре Сэр Остин Чепмэн сказал: «… если кто и имеет право быть названным Отцом Канберры, так это ветеран журналистики Куинбиана Джон Гейл». Чарльз Стадди Дэли часто цитировал слова Сэра Остина Чепмэна в своих статьях, публикуемых в The Canberra Times в 1960-х годах, а также в своей книге «As I Recall». Он сказал, что: «…Джон Гейл жил, чтобы увидеть как воплощаются в жизнь его идеи и он был приглашён на открытие дома Парламента в Канберре 9 мая 1927 года. Там он был представлен Их Королевские Высочества герцогу и герцогине Йоркским… Кто может оспорить его право называться „Отцом Канберры“?».